# Ainos
Bjerget Aenos eller Ainos (oldgræsk: Ὄρος Αἶνος; moderne græsk: Όρος Αίνος. Italiensk: Monte Nero eller Montagna Nera) er det højeste bjerg på den Joniske ø Kefalonia i Grækenland, med en højde på 1.628 moh. Dens grundfjeld er dominerende dolomit og kalksten fra kridttiden. 
Det meste af bjergkæden er udpeget som nationalparkområde og er dækket af græsk ædelgran (Abies Cephalonica) og sortfyr (Pinus nigra).  Fyrreskove findes i højderne mellem 700 til 1.200 m. Semi-vilde ponyer lever i skovene.
På klare dage omfatter udsigten det nordvestlige Peloponnes og Aetolia og øerne Zakynthos, Lefkada og Ithaca.
Der er smukke huler at se i nord. En motorvej passerer over bjergkæden, der forbinder trafik fra sydvest til den østlige del af øen, er en af de få veje, der går ind i bjergkæden. Der bor ca. 3.000 til 4.000 mennesker på skråningerne af Ainos. Der er flere tv- og telefonrelæ-tårne på toppen.

## Vandrerute
Den nemmeste måde at komme til toppen er at køre af Mt. Ainos-vejen fra Nordvest til sendestationen. Fortsæt derefter ad grusvejen til fods i ca. 10 minutter, indtil du når nogle trin til højre og et skilt. Gå op ad disse trin i yderligere 10 minutter for at nå toppen. En betonpost på toppen har en metalbeholder fastgjort til den, denne indeholder en besøgsbog.
- Ainos set fra vest
- Skov med græsk ædelgran ved Ainos